# 朝白龍太郎
朝白龍 太郎（あさはくりゅう たろう、1999年1月8日 - ）は、モンゴル国ウランバートル市出身で、高砂部屋所属の現役大相撲力士。本名はラグチャー・ジャミントクトホ。身長182.0cm、体重144.0kg。最高位は東幕下3枚目（2025年7月場所）。2025年9月場所での新十両昇進が決定している。

## 来歴
幼少期はバスケットボール、砲丸投げなどを経験し、13歳からレスリングを始めたが、ドルゴルスレン・ダグワドルジ（元横綱・朝青龍）から誘いを受けたこと、家族の後押しもあったことから相撲への転向を決意。2014年に日本の柏日体高等学校（当時。2016年4月以降は日本体育大学柏高等学校）が国際交流のためモンゴルで実施したスポーツ留学生のオーディションで後の欧勝馬（プレブスレン・デルゲルバヤル、2年生に編入）、豊昇龍（スガラクチャー・ビャンバスレン）とともに選ばれて、2015年に3人で来日した。来日の時点で将来の大相撲入りを望んでいたため、高校では入学当初から相撲部に所属した。デルゲルバヤルとビャンバスレンはレスリング部に入部したため入学直後に相撲部に入部したのはジャミントクトホだけであったが、1年時途中にビャンバスレンが相撲部に転部して以降は公式戦の外国人枠を奪い合う形になったため、大会への出場機会は限られた。
高校卒業後は角界入りを希望していたが、当時は入門できる部屋がなかったため、千葉県相撲連盟会長の母校でもある拓殖大学の国際学部国際学科に進学した。大学時代は1年時からレギュラーとなり、3年時に全国学生相撲個人体重別選手権大会8強、4年時に全国学生相撲選手権大会16強などの実績を残した。
2022年の大学卒業後は大相撲の高砂部屋に入門。入門時点で既に23歳となっていたため、新弟子検査の年齢制限緩和措置が適用された。2023年1月場所、朝白龍の四股名で初土俵。翌3月場所は序ノ口で7戦全勝として序ノ口優勝。アマチュア時代に優勝経験が無かったことから、これが自身の相撲人生にとって初めての優勝となった。序二段に上がった5月場所は、9日目に欧勝竜に敗れて入門後初めて土がついた。続く7月場所は三段目に上がって7戦全勝としたが、優勝決定戦で若碇に敗れた。新幕下の9月場所は11日目（6番目）の欧勝海との一番で黒星を喫したものの、13日目（7番目）に星違いで対戦の組まれた全勝の千代嵐との一番に勝ち、6勝1敗の7人による優勝決定戦に進出。優勝決定戦はトーナメント形式の1回戦で北大地に敗れた。翌11月場所は初土俵以来初の負け越しに終わった。
2024年5月場所以降は幕下15枚目以内に定着。同年9月場所後に稽古で左膝の後十字靭帯を断裂した後は、手術をせず強行出場を続けるも精彩を欠いて2場所連続の負け越しとなったが、2025年3月場所で怪我をしてから初めての勝ち越し。自己最高位を更新する東幕下3枚目まで番付を上げた7月場所は、7戦全勝で序ノ口以来となる各段優勝を果たすとともに、新十両昇進を確実とした。場所後に開かれた番付編成会議で、翌9月場所での新十両昇進が正式に決定した。同時に同部屋からは朝翠龍が新十両、朝乃山が再十両昇進し、同部屋から3人同時の十両昇進は1979年秋場所で琴の龍と琴千歳が新十両、琴立山が再十両の佐渡ケ嶽部屋以来の46年ぶりであり、同部屋から新十両同時昇進となるのは二所ノ関部屋の大の里と白熊以来である。

## 人物
- 父はブフ（モンゴル相撲）の関脇[6]。叔父（母の弟）は1997年に朝青龍とともに日本の明徳義塾高等学校への留学が決まったが辞退しており、その繰り上げ合格で留学したのが後に師匠となる8代高砂（元関脇・朝赤龍）である[2]。
- 高校時代に指導に当たった柏少年相撲団代表の永井明慶によると、当時のジャミントクトホは「穏やかで優しく、おとなしい」性格だったという[3]。
- 「朝白龍」という四股名は師匠の現役名の「朝赤龍」、高砂部屋が生んだ横綱の「朝青龍」と、縁起の良い「白」に由来する[14]。

## 主な成績
2025年7月場所終了現在

### 通算成績
- 通算成績：73勝32敗（16場所）

### 各段優勝
- 幕下優勝：1回（2025年7月場所）
- 序ノ口優勝：1回（2023年3月場所）

### 場所別成績
| | 一月場所 初場所（東京） | 三月場所 春場所（大阪） | 五月場所 夏場所（東京） | 七月場所 名古屋場所（愛知） | 九月場所 秋場所（東京） | 十一月場所 九州場所（福岡） |
| --- | ----------------------- | ----------------------- | ----------------------- | --------------------------- | ----------------------- | --------------------------- |
| 2023年 （令和5年） | （前相撲）              | 西序ノ口11枚目 優勝 7–0 | 西序二段13枚目 6–1      | 東三段目44枚目 7–0          | 西幕下27枚目 6–1        | 西幕下11枚目 3–4            |
| 2024年 （令和6年） | 東幕下19枚目 3–4        | 東幕下27枚目 6–1        | 西幕下10枚目 4–3        | 東幕下7枚目 3–4             | 東幕下12枚目 5–2        | 西幕下5枚目 3–4             |
| 2025年 （令和7年） | 東幕下9枚目 3–4         | 西幕下15枚目 5–2        | 西幕下8枚目 5–2         | 東幕下3枚目 優勝 7–0        | 十両 –                  | x                           |
| 各欄の数字は、「勝ち-負け-休場」を示す。 優勝 引退 休場 十両 幕下 三賞：敢=敢闘賞、殊=殊勲賞、技=技能賞 その他：★=金星 番付階級：幕内 - 十両 - 幕下 - 三段目 - 序二段 - 序ノ口 幕内序列：横綱 - 大関 - 関脇 - 小結 - 前頭（「#数字」は各位内の序列） |                         |                         |                         |                             |                         |                             |

## 改名歴
- 朝白龍 太郎（あさはくりゅう たろう）2023年1月場所 -